# Нівник
Нівник (пол. Niwnik) — село в Польщі, у гміні Олава Олавського повіту Нижньосілезького воєводства.
Населення — 177 осіб (2011).
У 1975-1998 роках село належало до Вроцлавського воєводства.

## Демографія
Демографічна структура станом на 31 березня 2011 року:
|          | Загалом | Допрацездатний вік | Працездатний вік | Постпрацездатний вік |
| -------- | ------- | ------------------ | ---------------- | -------------------- |
| Чоловіки | 84      | 21                 | 57               | 6                    |
| Жінки    | 93      | 27                 | 49               | 17                   |
| Разом    | 177     | 48                 | 106              | 23                   |